# 웰크론한텍
웰크론한텍(Welcron Hantec Co. Ltd.)는 웰크론그룹 계열의 대한민국의 플랜트 엔지니어링 기업이다. 본사는 경기도 화성시 향남읍 발안공단로 92-36에 위치해 있다. 대표이사는 이기창이다. 

## 같이 보기
- 한텍엔지니어링
- 웰크론

## 참고 문헌
1. ↑  한국IR협의회 기술분석보고서-웰크론한텍, 2019. 3. 14[깨진 링크(과거 내용 찾기)]